# توم أمرهاين
توماس أمرهاين (بالإنجليزية: Tom Amrhein)‏ الشهير باسم توم أمرهاين (1911 - تاريخ الوفاة غير معلوم) لاعب كرة قدم أمريكي راحل كان يجيد اللعب في خط الوسط.
لعب طوال مسيرته الرياضية في أندية بالتيمور كانتون (1934-1936) بالتيمور (1936-1942) بالتيمور أميريكانز (1942-1947).
شارك مع منتخب الولايات المتحدة في بطولة كأس العالم 1934 في إيطاليا حيث خرج من الدور الثمن النهائي.

## وصلات خارجية
- توم أمرهاين على موقع الاتحاد الدولي (مؤرشف)  (الإنجليزية)
- هذا سيرة ذاتية